# Harold Charles Bold
Harold Charles Bold (Nueva York, 16 de junio de 1909-Austin, 18 de diciembre de 1987) fue un algólogo, y botánico estadounidense.

## Biografía
Originario de Nueva York hijo de Edward Bold y de Louise Krüsi. Obtuvo su título de Bachiller universitario en letras por la Universidad de Columbia en 1929, Phi Beta Kappa, su Maestría por la Universidad de Vermont en 1931, y su Ph.D en botánica en 1933 por la Columbia. Se casó con Mary E. Douthit el 8 de junio de 1943.
De 1932 a 1939, trabajó en la Universidad Vanderbilt, y nuevamente de 1945 a 1957. De 1939 a 1945, estuvo en Columbia. Luego de 1957, enseñó botánica en la Universidad de Texas en Austin. En 1955, fue director de la Sociedad Botánica de América, y director del The American Journal of Botany de 1958 a 1965. Su obra se enfocó en algas subaéreas y del suelo.

## Algunas publicaciones
- Morphology of Plants 1957. 2ª ed. de Harper & Row, 541 p. 1967
- The Plant Kingdom 1960. 5ª ed. con John W. La Claire, ilustrada de Prentice-Hall, 309 p. ISBN 0136803989, ISBN 9780136803980 1987
- Exploratory studies of texas soil algae con Temd R. Deadson, 1960
- Some algae from arid soils con Srisumon Chantanachat, 74 p. 1962
- The taxonomy of certain Ulotrichacean algae con KR Mattox, 1962
- Some soil algae from enchanted rock and related algae species con Harry W. Bischoff, 1963
- Comparative studies of the algal genera Tetracystis and Chlorococcum con Malcolm R. Brown & Richard N. Lester, 1964
- Investigations of the algal genera Eremosphaera and Oocystis con Richard L. Smith, 1966
- Taxonomic investigations of Stigeoclonium (with Elenor R. Cox, 1966
- Algae and Fungi, 1967
- A Laboratory Manual for Plant Morphology. 2ª ed. de Harper & Row, 123 p. 1967
- The taxonomy and comparative physiology of the Chlorosarcinales and certain other edaphic algae con Robert D. Groover, 1969
- Morphological and taxonomic investigations of Nostoc and Anabaena in culture con Thomas Kantz, 1969
- Taxonomic studies in the Oscillatoriaceae con Ailsie F. Baker, 1970
- The genus Chlorococcum Meneghini con Patricia A. Archibald, 1970
- Contributions in phycology con Bruce C. Parker & Richard Malcolm Brown. Ed. ilustrada de Students of Harold C. Bold, 196 p. 1971
- Characium and some characium-like algae con Kwok W. Lee, 1974
- Introduction to the Algae: Structure and Reproduction 1978. 2ª ed. con Michael James Wynne, ilustrada de Prentice-Hall, 720 p. 1985
- Morphology of Plants and Fungi con Constantine J. Alexopoulos & Theodore Delevoryas, 1987

## Reconocimientos

### Membresías
Fue miembro de diversas sociedades científicas como:
- "Sociedad Ficológica de EE.UU."
- Sociedad Botánica de América y en 1966 su Pte.

### Eponimia
- Fasciculochloris boldii R.J.McLean & Trainor, 1965
- Polysiphonia boldii M.J.Wynne & P.Edwards, 1970 sin.≡ Polysiphonia hemisphaerica var boldii (M.J.Wynne & P.Edwards) Rueness, 1973